# Leptoboea
Leptoboea es un género con dos especies de plantas  perteneciente a la familia Gesneriaceae. Es originaria de Bután, India, China (Yunnan), Birmania y Tailandia. 

## Descripción
Son arbustos con tallos ramificados. Las hojas opuestas, corto pecioladas, lámina ovada, ápice acuminado, base cuneada. Las inflorescencias en cimas axilares. Corola en forma de campana. El fruto es una cápsula.

## Taxonomía
El género fue descrito por Charles Baron Clarke y publicado en The Flora of British India 4(11): 368. 1884.
Etimología
Leptoboea: nombre genérico que deriva de las palabras griegas leptos = delgado, y el nombre del género Boea. Alude a los delgados pedúnculos de las flores.

## Especies
- Leptoboea glabra C.B.Clarke
- Leptoboea multiflora (C.B.Clarke) Gamble